# Johann Rudolf Wyss

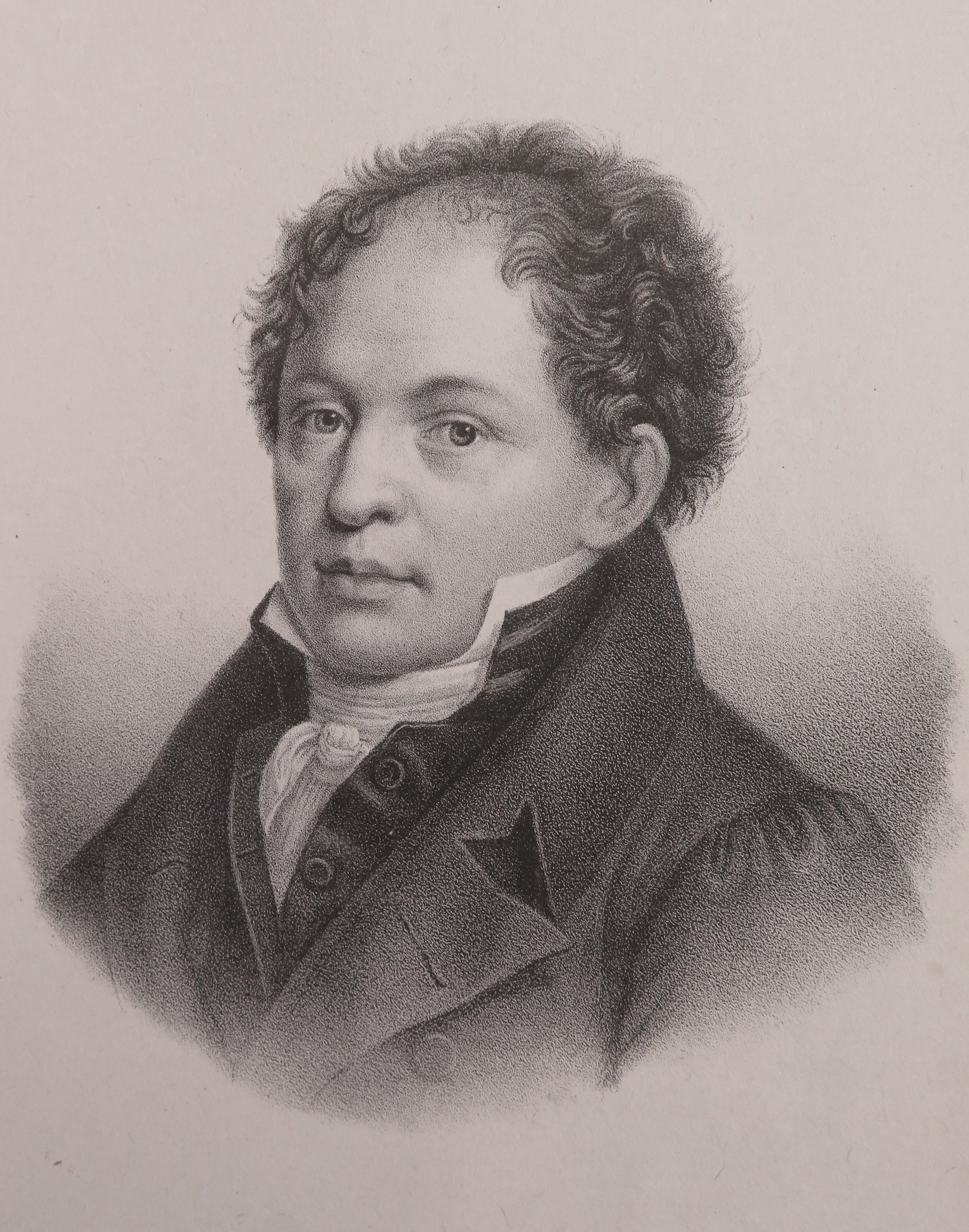

Johann Rudolf Wyss, född den 4 mars 1782 i Bern, död där den 21 mars 1830, var en schweizisk skriftställare. 